# Ignatz Schlomowicz

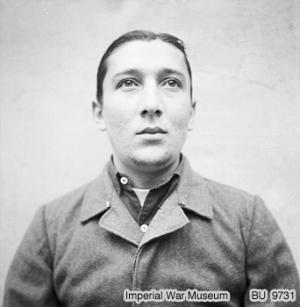
Ignatz Schlomowicz im August 1945

Ignatz Schlomowicz (* 17. Dezember 1918 in Wien; † unbekannt) war ein österreichischer Häftling jüdischer Herkunft in verschiedenen Konzentrationslagern der NS-Zeit. In der Zeit seiner Inhaftierung im Konzentrationslager Auschwitz-Monowitz und im KZ Bergen-Belsen war er Funktionshäftling. Er war Angeklagter im Bergen-Belsen-Prozess und wurde freigesprochen.

## Leben
Schlomowicz, von Beruf Verkäufer, versuchte aufgrund der antijüdischen Ausschreitungen im März 1938 während des „Anschluss von Österreich“ an das Deutsche Reich, von Wien aus nach Ungarn zu emigrieren. Da er dort jedoch keine Einreisegenehmigung erhielt, reiste er über Jugoslawien, Österreich, das Deutsche Reich und Belgien nach Holland, wo er Mitglied der Jüdischen Gemeinde wurde. Ende 1939  wurde er von der holländischen Polizei festgenommen und an die Gestapo im deutschen Emmerich übergeben. Nach einem sechswöchigen Gefängnisaufenthalt wurde Schlomowicz aufgrund angeblichen „antideutschen Verhaltens“ in Schutzhaft genommen. 
Von November 1939 bis Juli 1941 war Schlomowicz Häftling im KZ Sachsenhausen. Danach wurde er mit fünfhundert weiteren jüdischen Häftlingen in das KZ Groß-Rosen überstellt, wo er bis zum September 1942 inhaftiert war. Von dort wurde er in das KZ Auschwitz-Monowitz eingewiesen, wo er ab Mitte 1944 die Position eines Kapos bekleidete. Im September 1944 wurde Schlomowicz in das Außenlager Laurahütte des KZ Auschwitz überstellt. Im Zuge der im Januar 1945 erfolgten „Evakuierung des KZ Auschwitz“ wurde er in das KZ Mauthausen verbracht und von dort weiter  in Außenlager des KZ Neuengamme in Hannover. Die Häftlinge dieses Außenlagers, unter ihnen Schlomowicz, wurden im Frühjahr 1945 in das KZ Bergen-Belsen überführt und erreichten dieses am 8. April 1945. Schlomowicz, zuletzt Kapo in Hannover, wurde am 12. April 1945 von einem der Belsener Lagerältesten zum Blockführer berufen.
Am 16. April 1945, einen Tag nach der Befreiung des Lagers durch die britische Armee, erhielten Schlomowicz und weitere Blockälteste von den Briten eine weiße Armbinde mit der Aufschrift M.P. Ihre Aufgabe war, für die gerechte Verteilung der Lebensmittel an die Häftlinge zu sorgen. Am 20. April 1945 erkrankte Schlomowicz an Typhus und kurierte die Erkrankung zunächst im Häftlingskrankenhaus und später einem Hospital in Bergen aus. Aufgrund von Anschuldigungen zweier Mithäftlinge wurde er wegen des Verdachts der Misshandlung inhaftiert. Die Anklage im Bergen-Belsen-Prozess 1945 in Lüneburg bezog sich auf die Zeit im KZ Bergen-Belsen. Schlomowicz wurde am 17. November des Jahres von den Vorwürfen der Misshandlung Mitgefangener freigesprochen.
Über seinen weiteren Lebensweg ist nichts bekannt.